# Trinidad Gallego Díaz
Trinidad Gallego Díaz (Sevilla, 1874-Huelva, 1929) fue un arquitecto español.

## Biografía
Nacido en Sevilla en 1874, cursó estudios de arquitectura en la madrileña Real Academia de Bellas Artes de San Fernando —obteniendo el título correspondiente—. Posteriormente se instaló en Huelva, donde en 1889 pasó a ocupar la plaza de arquitecto provincial. En calidad de tal, fue autor de obras como el Matadero municipal (1896), la Plaza de toros de La Merced (1902) o el Teatro Mora (1910). En su haber también estuvo el proyecto de Hospital provincial para la Diputación de Huelva (1925), si bien este último trabajo nunca se llegó a materializar. Fuera de la capital, intervino junto al arquitecto municipal nervense Manuel Pérez González en el proyecto de la sede del ayuntamiento de Nerva, construido entre 1893 y 1896. En La Palma del Condado fue autor del matadero municipal (1904). Falleció en Huelva el 14 de marzo de 1929.